# بالونا
بالونا (بالإنجليزية: Bellona)‏ منظمة عالمية غير حكومية تُعنى بالبيئة. لها فروع في روسيا والنرويج
وبلجيكا وفي الولايات المتحدة.

## وصلات خارجية
- موقع المنظمة